# Garrelt Duin

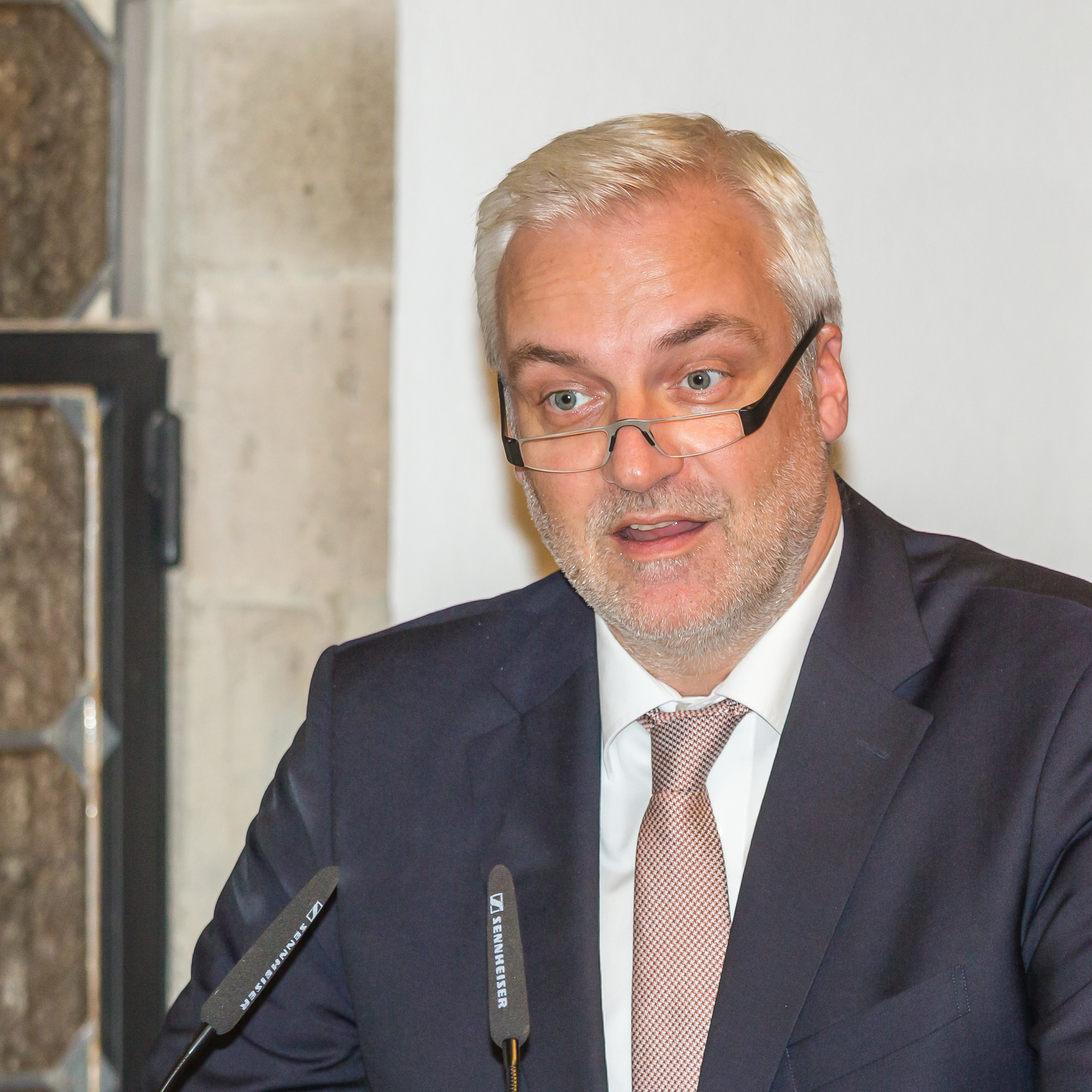
Garrelt Duin, 2014

Garrelt Duin (n. 2 aprilie 1968) este un om politic al partidului SPD din Germania, fost membru al Bundestag-lui și fost  europarlamentar (membru al Parlamentului European) în perioada 1999 - 2004 din partea Germaniei.

## Educație
Născut în Leer, Saxonia Inferioară, Duin a studiat dreptul și teologia protestantă între 1987 și 1995 la Bielefeld și Göttingen.

## Activitate post-politică
În februarie 2018, Duin a devenit angajatul grupului ThyssenKrupp, unde lucrează de atunci, în zona Dortmund-ului, în zona sa de expertiză a soluțiilor industriale ale grupului.